# Het listige mes
Het listige mes is het tweede deel van de trilogie Het gouden kompas, geschreven door Philip Pullman.
Het listige mes werd voor het eerst uitgegeven in 1997. Het is de opvolger van Het Noorderlicht, het eerste deel in de reeks.
In dit deel krijgt Lyra gezelschap van een twaalf jaar oude jongen, Will Parry. In tegenstelling tot Lyra, komt Will uit dezelfde wereld als de lezer. Will kan met behulp een listig mes van zijn wereld (indirect) overstappen naar Lyra's wereld.

## Film en televisieserie
De verfilming in 2007 van Het gouden kompas, het eerste deel uit de reeks, bracht minder op dan verwacht en leverde veel protesten op uit christelijke groeperingen en de katholieke kerk. De verfilming van resterende delen van de trilogie kwam daarmee te vervallen.
Vanaf 2019 werd de televisieserie His Dark Materials geproduceerd en uitgezonden.